# Охагуро
Охаґуро (яп. お歯黒, досл. «чорні зуби») — обряд фарбування зубів у чорний колір, популярний у різні епохи в Японії та деяких частинах Китаю.

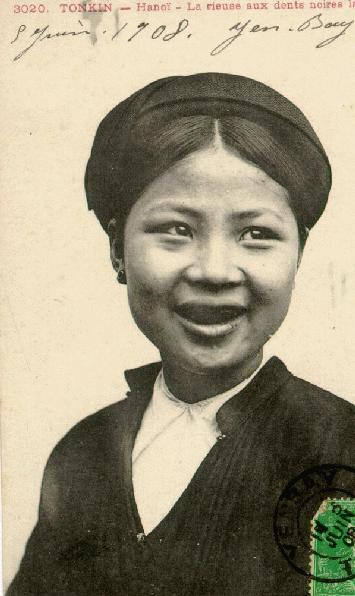
В'єтнамська дівчина з чорними зубами, фотографія, 1905 рік

Основним інгредієнтом фарби були залізні ошурки, розчинені в оцті і дубильні речовини деяких листяних дерев. Чорна суміш наносилася на зуби один раз на кілька днів, після процедури зуби надовго ставали чорними. 
В основному почорнені зуби були символом повноліття дівчини, і це означало, що вона могла вступати в шлюб. Охаґуро був поширений серед вищих верств населення, нижчі стани очорнювали зуби тільки на великі свята, оскільки процедура займала немало часу і коштів. Серед аристократії чорніння зубів було популярне, щоб приховати карієс. І якщо дівчина з'являлася у вищому суспільстві з білими зубами, значить, вона не стежила за собою.

## Історія
Наприкінці періоду Хеян в чорний колір фарбували зуби чоловіки та жінки з аристократичних сімей, що досягли повноліття, а також служителі великих храмів. Поштовх цьому дав аристократ Мінамото но Аріхіто. Перш за все, це робилося для краси, а також з практичною метою: особлива чорна фарба для зубів заважала появі карієсу. Крім того, стійкість чорної фарби на зубах одружених жінок асоціювалася з вірністю чоловікові.
У період Муроматі охаґуро спостерігалося лише серед дорослих людей. Однак на початку періоду Сенгоку, що тривав до початку 17 століття, чорнити зуби почали донькам воєначальників від 8 до 10 років. Це робилося для того, щоб показати, що дівчинка досягла повноліття (хоча це було не так), і швидше видати її у шлюб з вигідним кандидатом.
А після періоду Едо (з 1603 по 1868 рік) ця традиція майже зникла. Чорнені зуби погано пахли, процес чорніння займав багато часу і почав асоціюватися з наближення старості. З цих причин охагуро робили тільки чоловіки й одружені жінки, а також дівчата від 18 років з імператорських і аристократичних сімей. Прості люди чорнили зуби тільки для урочистих заходів, на зразок весільних церемоній, похорону і мацурі (свят, аналогічних фестивалю в сучасній Японії).
Традиція охаґуро поступово вимерла після 1873, коли імператорка Японії вирішила більше не чорнити зуби і з'явилася на публіці з білими зубами. У наші дні чорніння зубів вкрай рідко можна побачити у літніх жінок Південно-Східної Азії.